# Заровенье
Заро́венье — деревня в Завеличенской волости Псковского района Псковской области России.

## География
Расположена в 2 км от северо-западной границы города Пскова, к западу от волостного центра деревни Родина.

## Население
| 2001 | 2002 | 2010 | 2014 |
| ---- | ---- | ---- | ---- |
| 79   | ↘72  | ↘69  | ↗81  |

Численность населения деревни составляла по оценке на конец 2000 года 79 жителей, по переписи 2010 года — 74 жителя.

## Галерея
- Остановка Заровенье на фоне д. Заровенье